# كأس السوبر الإيطالي للسيدات
كأس السوبر الإيطالي للسيدات (بالإيطالية: Suppercoppa Italiana Calcio Femminile) هي مسابقة كرة قدم للسيدات، ينظمها الاتحاد الإيطالي لكرة القدم بداية كل موسم منذ سنة 1997، تقام على شكل مباراة نهائي واحدة تجمع بين بطل الدوري الإيطالي للسيدات وبطل كأس إيطاليا للسيدات أو وصيفه في حال أحرز اللقبين نفس النادي.

## تاريخ المسابقة
سنة 1997 أعطى الاتحاد الإيطالي لكرة القدم انطلاقة النسخة الأولى من كأس السوبر الإيطالي لكرة القدم سيدات. لتبلغ البطولة دورتها الرابعة والعشرين في يناير 2021.
فاز بلقب الدورة الأولى نادي مودينا للسيدات، في حين استطاع نادي توريس للسيدات من الفوز باللقب سبع مرات في رقم قياسي، خمس مرات منها متتالية في الفترة من 2009 إلى 2013. بينما يحمل نادي يوفنتوس للسيدات اللقب في الموسمين الأخيرين.